# Ecatepec de Morelos
Ecatepec de Morelos punim imenom San Cristóbal Ecatepec de Morelos je grad u Meksiku.

## Povijest
Tijekom vremena Asteka, Mexicali su koristili grad za kontrolu trgovačkih putova prema sjeveru.
Ecatepec se smatralo "República de Indios" (Indijanskom Republikom) 1560. godine, čime je naselje održavalo određenu količinu autonomije s tlatoaniem na čelu. Međutim, u prvoj polovici 17. stoljeća, to se promijenilo te su Španjolci promijenili administraciju i uveli gradonačelnika.
Općina je službeno nastala 13. listopada 1874. godine. Dana 1. listopada 1877., San Cristóbal Ecatepec proglašen je selom i u naziv dobio "de Morelos".
Nacionalni heroj José María Morelos y Pavón je pogubljen u Ecatepecu 1815. godine od strane Španjolaca tijekom Meksičkog rata za neovisnost. Kuća u kojoj je pogubljen je sada Muzej de Morelos. Ecatepec je proglašen gradom 1. prosinca 1980. godine.

## Zemljopis
Grad se nalazi u središnjem dijelu zemlje. Administrativno pripada saveznoj državi México te je najveći grad u aglomeraciji Mexico Cityija. Susjedne općine su Tecámac, Nezahualcóyotl, Acolman, San Salvador Atenco, Tlalnepantli i Distrito Federal. Općina se prostire na 155 km ².

## Stanovništvo
Prema privremenim podacima o popisu stanovništva iz 2010. godine u gradu živi 1.658.806 stanovnika, dok u cjeloj općini živi 1.688.258 stanovnika, te je najmnogoljudnija općina u državi

## Gradovi prijatelji
| Grad      | Provincija | Država       |
| --------- | ---------- | ------------ |
| Cuautla   | Morelos    | Mekisko      |
| Guadalupe | Zacatecas  | Meksiko      |
| Caracas   | Miranda    | Venecuela    |
| Namyangju |            | Južna Koreja |

## Vanjske poveznice
- Službena stranica grada